# Glod
För andra betydelser, se Glod (olika betydelser).
Glod är ett mindre samhälle i länet Dâmbovița i Rumänien.
Det har 1 500 invånare och ligger nära städerna Pucioasa och Fieni. De flesta av invånarna tillhör den romska etniska gruppen.
Orten är känd som en av inspelningsplatserna för filmen Borat! (2006). Platsen föreställer Borats hemort i Kazakstan i filmen.